# Сурабалдиева, Эльвира Жыргалбековна
Эльвира Жыргалбековна Сурабалдиева (кирг. Эльвира Жыргалбековна Сурабалдиева; род. 23 ноября 1978 года, Фрунзе, Кыргызская Республика) — кыргызский политик, предпринимательница. Депутат Жогорку Кенеша от Первомайского округа № 27 (город Бишкек) VII созыва с марта 2022 года, являясь единственной женщиной, избранной по одномандатному округу в парламент Кыргызстана.
Председатель Национального комитета парламентариев Кыргызстана по народонаселению и развитию при Азиатском форуме парламентариев по народонаселению и развитию. Является членом Комитета по бюджету, экономической и фискальной политике Жогорку Кенеша Кыргызской Республики.
С 28 октября 2020 года по 3 февраля 2021 года занимала должность вице премьер-министра Кыргызской Республики по социальным вопросам.
С 2015 по 2020 являлась депутатом парламента Кыргызстана VI созыва.

## Биография
Эльвира Сурабалдиева родилась 23 ноября 1978 года в городе Фрунзе (ныне Бишкек). По национальности — кыргызка. Эльвира выросла в семье видного предпринимателя, основателя, далее председателя Союза предпринимателей и политического деятеля из Сокулукского района Жыргалбека Сурабалдиева (1953—2005).
После окончания средней школы Эльвира поступила в Кыргызский национальный университет на факультет международных отношений. Далее отучилась на магистра (MSc) в Бристольском университете Великобритании по специальности «Международные отношения».
Апрель 1998 года, во время учёбы в университете проходила краткую стажировку в отделе внешней политики при Аппарате премьер-министра Кыргызстана. После окончания КНУ, с ноября 2000 года по октябрь 2001 года была стажером в Министерстве иностранных дел Кыргызстана.
В 2004-2006 годы являлась главным специалистом, затем заместителем начальника и начальником отдела внешних связей и информации Социального фонда Кыргызской Республики.
С 2006 по 2015 годы работала генеральным директором ТРК «Кудайберген».
В 2015 - 2020 годы избранный депутат Жогорку Кенеша Кыргызской Республики VI созыва от партии СДПК.
С октября 2020 по февраль 2021 года назначена Вице-премьер министром Кыргызской Республики.
С 11 марта 2022 года является депутатом Жогорку Кенеша Кыргызской Республики VII созыва по Первомайскому одномандатному округу № 27. Советник государственной службы 3- класса.
Имя Эльвиры Сурабалдиевой приобрело широкую известность летом 2014 года, после выявления ею коррупционных схем по отношению к отечественным предпринимателям от Государственного агентства антимонопольного регулирования при Правительстве Кыргызской Республики (ГААР). После общественного резонанса последовал арест с поличным ведущего специалиста Государственного агентства антимонопольного регулирования Нургали Кудаярова, а также отставки главы ведомства Бабырбека Жээнбекова. По ее собственному признанию, негативный опыт взаимодействия с чиновниками на местах, их коррумпированность, и послужили толчком для принятия предложения об участии на выборах в парламент в 2015-году.
Эльвира Сурабалдиева стала депутатом парламента в 2015 году, придя в Жогорку Кенеш Кыргызской Республики VI созыва от Социал-демократической партии Кыргызстана. Во время депутатства, она неоднократно критиковала исполнительную власть, требуя более открытого и честного диалога с народом и создания благоприятной среды для развития предпринимательства в стране.
В июле 2016 года была избрана председателем Форума женщин-депутатов, и при ее активной поддержке в VI созыве были приняты законопроекты в поддержку гендерного равенства, против семейного насилия, и ужесточения ответственности за  кражу невест с целью заключения брака.
28 октября 2020 года, Сурабалдиева была назначена вице-премьер-министром по социальным вопросам. Также она возглавила Республиканский штаб по борьбе с распространением COVID-19. Ею была создала комиссия по выявлению нарушений при освоении средств, грантов, гуманитарной помощи, выделенной на борьбу с коронавирусом на 2020 год. Раскрылись факты коррупции и воровства, которые были совершены при освоении бюджетных средств на борьбу с пандемией. Результаты расследования возглавляемой ею комиссии были переданы в соответствующие органы.
На депутатских выборах в Жогорку Кенеш Кыргызской Республики 28 ноября 2021 года в двух из четырёх избирательных округов г. Бишкек наибольшее количество голосов набрала позиция «Против всех». 28 ноября председатель ЦИК КР объявила о повторных выборах по этим одномандатном округам. Эльвира Сурабалдиева баллотировалась в депутаты ЖК на перевыборах по Первомайскому избирательному округу № 27 города Бишкек. По результатам выборов 27 февраля 2022 года за Сурабалдиеву проголосовало более 46 % голосов избирателей, пришедших на выборы, оставив далеко позади соперников. 11 марта Центризбирком вручил удостоверение и нагрудный знак депутата.
Советник государственной службы 3- класса.

### Награды
- в 2008 году награждена Почетной грамотой мэрии г. Бишкек «За вклад в развитие сферы обслуживания города»;
- в 2011 году награждена Почетной грамотой мэрии г. Бишкек «За вклад в развитие столицы»;
- в 2015 году награждена Почетной грамотой  ГАСК при Правительстве Кыргызской Республики «За вклад в развитие сельского водоснабжения»;
- в 2016 году награждена Почетной грамотой Министерства экономики Кыргызской Республики;
- в 2016 году присвоена почетное звание «Отличник» Финансового рынка Кыргызской Республики;
- в 2017 году присвоена почетное звание «Отличник экономики» Министерства экономики Кыргызской Республики;
- в 2018 году награждена юбилейной медалью «МПА СНГ 25 лет» Совета Межпарламентской Ассамблеи государств-участников СНГ;
- в 2018 году награждена Почетной грамотой Жогорку Кенеша Кыргызской Республики;
- в 2018 году за вклад в развитие парламентаризма и совершенствования законодательства Кыргызской Республики, награждена Почетной грамотой Правительства Кыргызской Республики;
- в 2019 году награждена юбилейной медалью «80 лет Жогорку Кенешу Кыргызской Республики»;
- в 2020 году награждена Почетной грамотой Государственной налоговой службы при Правительстве Кыргызской Республики;
- в 2023 году награждена юбилейной медалью Межпарламентской Ассамблеи государств-участников Содружества Независимых государств «МПА СНГ 30 лет»;
- в 2023 году награждена юбилейной медалью "Конституции Кыргызской Республики 30 лет";
- в 2023 году награждена медалью «За сотрудничество» Министерства экономики и коммерции Кыргызской Республики;
- в 2023 году награждена медалью «Отличник банковской системы» Национального банка Кыргызской Республики;
- в 2023 году награждена медалью «Отличник Социального Фонда Кыргызской Республики»;
- в 2023 году награждена Почетной Грамотой Парламентской Ассамблеи Организации Договора о коллективной безопасности (ОДКБ);
- в 2023 году награждена Почетной грамотой Министерства цифрового развития;
- в 2023 году награждена Почетной грамотой Государственного агентства интеллектуальной собственности и инноваций при Кабинете Министров Кыргызской Республики;
- в 2024 году награждена юбилейной медалью «100-летие Министерства финансов Кыргызской Республики».